# Site archéologique de La Maxe
Le site archéologique de La Maxe est un site archéologique situé en France sur la commune de La Maxe, en région Grand Est.

## Localisation
Le site se situe immédiatement à l'est du village, sur un micro-relief de l'agglomération messine, près du lieu-dit Grange d'Anvie.

## Historique
Le site archéologique de La Maxe, situé à l'est du village, révèle une occupation humaine continue depuis le Néolithique ancien (vers 5000 av. J.-C.) jusqu'au haut Moyen Âge, avec des vestiges d'établissements ruraux du bronze, de La Tène, ainsi que gallo-romains et médiévaux. Les fouilles ont mis en évidence des structures d'habitat, des fosses, et des artefacts, témoignages d'une réutilisation des vestiges antiques au cours du haut Moyen Âge, notamment à la fin de la période mérovingienne et au début de l'époque carolingienne.

## Protection
Le site archéologique est inscrit au titre des monuments historiques par arrêté du 19 mai 1998.